# Janet McTeer
Janet McTeer (OBE, sinh ngày 5 tháng 8 năm 1961) là nữ diễn viên người Anh, năm 1997, bà từng đoạt các giải Tony, Olivier và Drama Desk cho vai Nora trong vở kịch A Doll's House (1996–1997). Bà cũng thắng một giải Quả cầu vàng và nhận được một đề cử Oscar cho Nữ chính xuất sắc nhất với vai Mary Jo Walker trong phim điện ảnh Tumbleweeds năm 1999, cũng như được đề cử Oscar cho Nữ phụ xuất sắc nhất với vai Hubert Page trong Albert Nobbs (2011).
Ở lĩnh vực truyền hình, bà từng đóng vai chính trong The Governor (1995–1996) của biên kịch - diễn viên Lynda La Plante. Bà cũng nhận được các đề cử giải Emmy trong Into the Storm (2009) và Quả cầu vàng trong The White Queen (2013). 
Năm 2012, bà góp mặt trong mùa cuối của bộ phim truyền hình dài tập Damages cùng với Glenn Close. Bà cũng vào vai Helen Pierce trong phim Ozark từ năm 2018 đến 2020.

## Thời thơ ấu
McTeer sinh ra tại Wallsend, Newcastle upon Tyne, Anh và lớn lên tại thành phố York.

## Đời tư
McTeer được phong tặng danh hiệu Sĩ quan Đế quốc Anh (OBE) năm 2008. Bà kết hôn với nhà thơ, nhà tư vấn thời trang Joseph Coleman năm 2010, cả hai hiện sống tại bang Maine, Mỹ.